# Мідеплавильний завод Ласайл
Мідеплавильний завод Ласайл — підприємство оманської металургійної промисловості, яке діє на півночі країни.
У 1980-х роках оманська державна компанія Oman Mining Company (OMCO) розпочала розробку кількох мідних родовищ, продукцію яких перетворювала на концентрат збагачувальна фабрика у Ласайл. Далі концентрат спрямовували на введений у дію 1983-го мідетопний завод Ласайл, що міг виплавляти 20 тисяч тонн рафінованої міді на рік. Енергозабезпечення підприємства здійснювала ТЕС Ваді-ал-Джиззі.
У 1991-му завод експортував 13,5 тисячі тонн мідних катодів (електролітичної міді), але вже у 1994-му розробка зазначених рудників припинилась через вичерпання запасів, при цьому накопичений випуск заводу досягнув 143 тисячі тонн міді.
Втім, мідеплавильне виробництво продовжило роботу на привозній сировині з використанням толінгових схем, причому завод забезпечувати випуск із перевищенням проєктної потужності. Так, у 1995—1997 роках випуск у Ласайлі рафінованої міді становив від 23,6 до 33,9 тисячі тонн.
У 2000-х роках виникла можливість відновити поставки концентрату зі збагачувальної фабрики Ласайл. Остання на той час уже перейшла під контроль компанії National Mining Company (з 2010-го відома як Mawarid Mining), тоді як мідетопне виробництво залишилось у руках OMCO.
У першій половині 2020-х OMCO збирається узятись за видобуток міді на руднику Янкул, концентрат з якого також може постачатись на завод у Ласайл.